# Bebra (stacja kolejowa)
Bebra – stacja kolejowa w Bebrze, w kraju związkowym Hesja, w Niemczech. Znajdują się tu 4 perony.
| Bebra               |  |        |
| Linia Bebra-Getynga |  |        |
|                     |  | Sontra |